# Propomacrus bimucronatus
Espèce
Propomacrus bimucronatus est une espèce d'insectes coléoptères, présente dans le sud-est de la région paléarctique (Turquie, Grèce, Yougoslavie, Asie Mineure, Chypre, Syrie, Liban, Israël, Iran).